# Stenotarsus birmanicus
Stenotarsus birmanicus es una especie de coleóptero de la familia Endomychidae.

## Distribución geográfica
Habita en Birmania (Mianmar).